# Yonathan Kapitolnik
Yonathan Kapitolnik (in ebraico יונתן קפיטולניק‎?; 25 novembre 2002) è un altista israeliano, medaglia d'oro ai Mondiali U20 e Europei U20 entrambi nel salto in alto.

## Biografia
Cresciuto a Ganei Tikva in Israele, ha maturato la prima esperienza internazionale al Festival olimpico della gioventù europea a Baku in Azerbaigian giungendo 8º nella finale saltando 2,00 m.
Nel 2021 vince la medaglia d'oro nel salto in alto ai Campionati europei under 20 a Tallinn in Estonia, si ripete un mese dopo vincendo la medaglia d'oro nel salto in alto ai Campionati del mondo under 20 a Nairobi in Kenya.
Nel 2022 ai Mondiali in Oregon giunge 11º nella finale del salto in alto; mentre viene eliminato nelle qualificazioni agli Europei svoltisi a Monaco di Baviera in Germania.

## Palmarès
| Anno | Manifestazione               | Sede      | Evento        | Risultato | Prestazione | Note        |
| ---- | ---------------------------- | --------- | ------------- | --------- | ----------- | ----------- |
| 2021 | Europei U20                  | Tallinn   | Salto in alto | Oro       | 2,25 m      | [ 4 ]       |
| 2021 | Mondiali U20                 | Nairobi   | Salto in alto | Oro       | 2,26 m      | [ 5 ]       |
| 2022 | Mondiali                     | Eugene    | Salto in alto | 11º       | 2,24 m      | [ 6 ] [ 7 ] |
| 2022 | Europei                      | Monaco    | Salto in alto | 14º (q)   | 2,17 m      | [ 8 ]       |
| 2024 | Europei                      | Roma      | Salto in alto | 12º       | 2,17 m      |             |
| 2025 | Europei indoor               | Apeldoorn | Salto in alto | 16º (q)   | 2,13 m      |             |
| 2025 | Mondiali indoor              | Nanchino  | Salto in alto | 8º        | 2,20 m      |             |
| 2025 | Giochi mondiali universitari | Reno-Ruhr | Salto in alto | Oro       | 2,27 m      |             |

## Campionati nazionali
- 4 volte campione nazionale del salto in alto (2020, 2021, 2022, 2023)
- 1 volta campione nazionale del salto in alto (2021)

2020
- Oro ai campionati israeliani (Tel Aviv), salto in alto - 2,15 m

2021
- Oro ai campionati israeliani (Tel Aviv), salto in alto - 2,16 m

2022
- Oro ai campionati israeliani (Gerusalemme), salto in alto - 2,27 m

2023
- Oro ai campionati israeliani (Gerusalemme), salto in alto - 2,10 m

## Altre competizioni internazionali
2019
- 8º al Festival olimpico della gioventù europea ( Baku), salto in alto - 2,00 m

2022
- 7º al Golden Gala Pietro Mennea ( Roma), salto in alto - 2,20 m
- 5º ai campionati balcanici ( Craiova), salto in alto - 2,15 m
- 9º al Herculis ( Monaco), salto in alto - 2,20 m